# Spodnje Mladetiče
Spodnje Mladetiče so naselje v Občini Sevnica.